# 628 a.C.

## Eventos
- 38a olimpíada:
  - Olinteu da Lacônia, vencedor do estádio.[1]
  - O pancrácio para meninos é introduzido, mas apenas nesta olimpíada; o vencedor foi Deutélidas da Lacônia.[1]